# Сіланус
Сіланус (італ. Silanus, сард. Silanos) — муніципалітет в Італії, у регіоні Сардинія,  провінція Нуоро.
Сіланус розташований на відстані близько 360 км на південний захід від Рима, 125 км на північ від Кальярі, 39 км на захід від Нуоро.
Населення — 2186 осіб (2014).
Щорічний фестиваль відбувається 17 січня. Покровителі — святий Антоній Великий.

## Демографія
Населення за роками:

Станом на 1 січня 2023 року в муніципалітеті офіційно проживало 17 іноземців з 4 країн, серед них 15 громадян країн Євросоюзу.

## Сусідні муніципалітети
- Болотана
- Бортігалі
- Дуалькі
- Леї
- Норагугуме